# Dawn Bowden

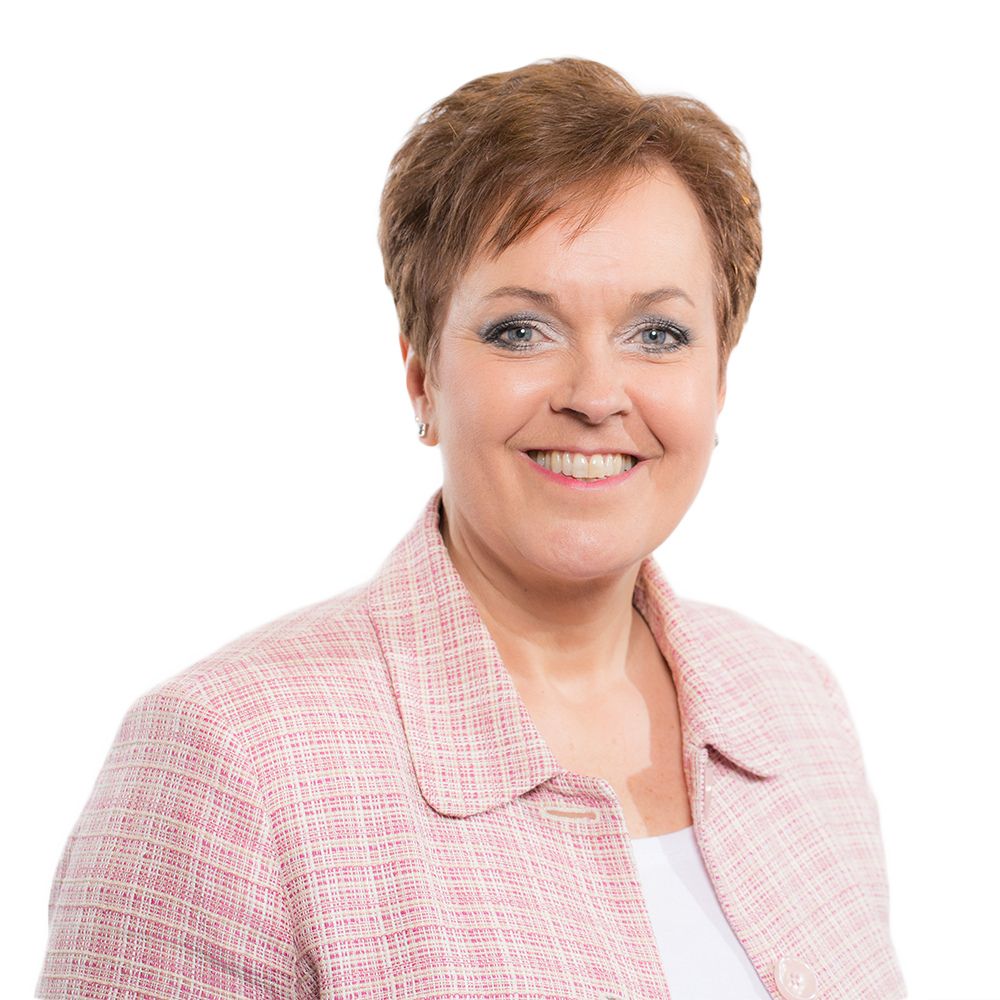
Dawn Bowden (2016)

Dawn Alison Louise Bowden (geboren am 14. Februar 1960 in Bristol) ist eine britische Politikerin (Labour Party)  und Gewerkschafterin. Seit 2021 ist sie die Chief Whip of the Welsh Government sowie  Deputy Minister for Arts and Sport. Bowden ist seit 2016 Mitglied im walisischen Regionalparlament  Senedd (MS) für den Wahlkreis Merthyr Tydfil and Rhymney.

## Jugend, Ausbildung
Bowden wurde am 14. Februar 1960 in Bristol, England, geboren. Sie besuchte die St. Bernadette Catholic Secondary School, eine staatlich finanzierte katholische Schule  in Bristol. Danach absolvierte sie von 1976 bis 1978 eine Ausbildung als Sekretärin am  Soundwell Technical College.

## Berufliche und politische Laufbahn

### Die Anfänge
Sie begann ihr Arbeitsleben als Sekretärin. Sie arbeitete für den National Health Service von 1979 bis 1982 und für das  Bristol City Council von 1982 bis 1983.
Von April 2012 bis zu ihrer Wahl in das  Walisische Parlament im Mai 2016 leitete  Bowden  die Abteilung Gesundheit bei der Gewerkschaft UNISON Cymru/Wales (dem walisischen Zweig der landesweiten Gewerkschaft  UNISON).

### Politische Laufbahn
Im Februar 2016 wurde  Bowden aus einer nur aus Frauen bestehenden Shortlist als Kandidatin für Welsh Labour im Wahlkreis Merthyr Tydfil and Rhymney für die kommende Regionalwahl zur Welsh Assembly ausgewählt. Die „Nur-Frauen-Kandidatenliste“, eine Maßnahme der Affirmative Action zur Erhöhung des Frauenanteils im Parlament, wurde von mehreren männlichen Funktionsträgern kritisiert einschließlich des Vorsitzenden des Merthyr Tydfil County Borough Council. Am 5. Mai 2016 wurde sie als Abgeordnete  der Welsh Assembly mit 9.763 Stimmen (47,2 % der abgegebenen Stimmen) gewählt.

## Persönliches
Bowden hat zwei Kinder.  2011  heiratete sie; ihr Ehemann  Martin arbeitet als Funktionär der  Welsh Labour.